# عملية نوردويند
قالب:Campaignbox Western Europe (1944-1945)قالب:Campaignbox Free Frenchقالب:Campaignbox Battle of the Bulge
عملية نوردويند (بالألمانية: Unternehmen Nordwind)‏  كان آخر هجوم ألماني كبير في الحرب العالمية الثانية على الجبهة الغربية. بدأ في 31 ديسمبر 1944 في راينلاند بالاتينات، الألزاس ولورين في جنوب غرب ألمانيا وشمال شرق فرنسا، وانتهى في 25 يناير 1945. 

## الأهداف
في مؤتمر صحفي بمجمع قيادته العسكرية في أدلرهورست، أعلن أدولف هتلر في خطابه إلى قادة فرقته في 28 ديسمبر 1944 (قبل ثلاثة أيام من إطلاق عملية نوردويند): «هذا الهجوم له هدف واضح للغاية، وهو تدمير قوات العدو. ليست هناك مسألة هيبة هنا. إنها مسألة تدمير وإبادة قوات العدو أينما نجدها».  :499
كان الهدف من الهجوم هو اختراق خطوط الجيش السابع الأمريكي والجيش الفرنسي الأول في جبال الفوج العليا والسهل الألزاسي، وتدميرها، بالإضافة إلى الاستيلاء على ستراسبورغ  التي وعد هيملر بأن يتم الإستيلاء عليها من قبل 30 يناير. وهذا من شأنه أن يترك الطريق مفتوحًا لعملية طبيب الأسنان ( Unternehmen Zahnarzt )، وهو اندفاع كبير مخطط له على الجزء الخلفي من الجيش الثالث الأمريكي والذي سيؤدي إلى تدمير هذا الجيش.  :494

## الهجوم
في 31 ديسمبر 1944، قامت مجموعة الجيوش ج بقيادة الجنرال يوهانوبلاس بلاسكوفيتز - ومجموعة جيوش أوبراين («راين العليا») - بقيادة هاينريش هيملر - بشن هجوم كبير ضد الطريق الممتد 110 كيلومتر (68 ميل)   الجبهة الأمامية التي يحتفظ بها الجيش الأمريكي السابع. سرعان ما وضعت عملية نوردويند جيش الولايات المتحدة السابع تحت ضغوط شديدة. أرسل الجيش السابع - بناء على أوامر من الجنرال الأمريكي دوايت د.أيزنهاور - قوات ومعدات وإمدادات شمالًا لتعزيز الجيوش الأمريكية في آردين المشاركة في معركة الثغرة. 
كان الهجوم الألماني فاشلاً حيث فشل في تدمير قوات العدو. 